# Gali Semjonowna Maslowa
Gali Semjonowna Maslowa (russisch Гали Семёновна Маслова; geb. 10. März 1904 in Kasan, Russisches Kaiserreich; gest. 14. Dezember 1991 in Moskau, Russische Föderation) war eine sowjetische Historikerin und Ethnografin. Sie war leitende Forscherin am Institut für Ethnographie und Anthropologie der Akademie der Wissenschaften der UdSSR und seit 1981 Trägerin des Staatspreises der UdSSR für Wissenschaft und Technik.

## Jugend und Ausbildung
Gali Maslowas Vater war der Wirtschaftswissenschaftler Semjon Leontjewitsch Maslow. Zur Zeit ihrer Geburt studierte er noch in Kasan. 1921 absolvierte Maslowa die Moskauer Arbeiterschule № 26. 1924 schloss sie ihr Studium an der Abteilung für Sprache und Literatur der Fakultät für Sozialwissenschaften der Moskauer Staatlichen Universität ab.
Von 1924 bis 1935 arbeitete sie als Praktikantin und Forscherin in der ethnologischen Unterabteilung des Museums des Zentralen Industrie-Oblast. Maslowas Lehrer im Museum waren der Geograf Wladimir Wladimirowitsch Bogdanow, der Ethnologe und Archäologe Boris Alexejewitsch Kuftin und der Ethnologe, Archäologe und Historiker Sergei Pawlowitsch Tolstow. Tolstow wurde ihr erster wissenschaftlicher Mentor. Maslowa spezialisierte sich zunächst auf das Gebiet der russischen Ethnographie. Ab 1928 begann sie sich für das Studium nationaler Minderheiten zu interessieren. 1951 verteidigte Maslowa ihre erste Doktorarbeit zum Kandidaten der Wissenschaft: „Volksornamente der Oberwolga-Karelier“. Diese Arbeit wird als bemerkenswerter Beitrag zur sowjetischen Finnologie angesehen.
Zusätzlich zu ihren Haupttätigkeiten war Maslowa von 1928 bis 1930 Sekretärin der ethnologischen Sektion der Gesellschaft für das Studium des Krajs Moskau und ab 1933 Leiterin der Sektion für das Studium nationaler Minderheiten des Krajs Moskau.
Ab 1935 arbeitete Maslowa als Forscherin des Sektors Norden und Sibirien und der Abteilung der Karelo-Finnische SSR. Von 1944 bis 1948 war sie Leiterin der russischen Abteilung am Museum der Völker der UdSSR. Hier beteiligte sie sich an der Gestaltung der Ausstellungen „Völker des Nordens“, „Völker der Karelo-Finnischen SSR“ und „Russische Volkskleidung“.
1943 trat Maslowa in den Postgraduiertenkurs des Instituts für Ethnographie der Akademie der Wissenschaften der UdSSR ein, den sie 1946 abschloss. Anschließend schrieb sie sich in den Post-Nachwuchsforschungssektor für slawistisch-russistische Ethnographie und Folklore ein. Im Jahr 1954 wurde ihr der wissenschaftliche Rang Leitende Forschungsassistentin verliehen. 1963 verteidigte Maslowa ihre zweite Doktorarbeit (Doktor der Wissenschaften) zum Thema „Volkskleidung von Russen, Ukrainern und Weißrussen im 19. bis ins frühe 20. Jahrhundert“. Im Jahr 1980 war sie Leitende Forscherin und Beraterin an der Russischen Volksabteilung des Instituts für Wirtschaft der Akademie der Wissenschaften der UdSSR.

## Werk
Maslowa leistete einen besonders großen Beitrag zur Entwicklung der Typologie und Kartierung der russischen materiellen Kultur. Ihre vorgeschlagene Typologie der russischen Volkstrachten, die auf dem Studium der Schnittentwicklung basierte, fand allgemeine Anerkennung. Das erste Werk in dieser Richtung, „Russische Bauernkleidung des 19. und frühen 20. Jahrhunderts“, wurde für den historischen und ethnografischen Atlas „Die Russen“ erstellt, wo es von einer Reihe ethnographischer Karten begleitet wurde. Der in diese Karten eingeführte quantitative Index gab den Autoren die Möglichkeit, die russische Bauernkleidung in ihrer historischen Entwicklung zu visualisieren. Die zweite in der Zeit, aber viel früher veröffentlichte Arbeit Maslowas war „Volkskleidung von Russen, Ukrainern und Weißrussen im 19. und frühen 20. Jahrhundert“, das zu einem Lehrbuch slawischer Ethnographen wurde. Hierin entwickelte sie eine Forschung zur Typologie der Volkstrachten. Die Monographie „Volksbekleidung in den ostslawischen traditionellen Bräuchen und Riten des 19. bis Anfang des 20. Jahrhunderts“ vervollständigt die Entwicklung dieses Themas, das zum Hauptthema in der Forschung Maslowas wurde.

## Schriften (Auswahl)
- Narodny ornament werchnewolschskich karel. In: Trudy Instituta etnografii im. N. N. Miklucho-Maklaja. Nowaja serija (russisch Труды Института этнографии им. Н. Н. Миклухо-Маклая. Новая серия). Nr. 11. Verlag der Akademie der Wissenschaften, Moskau 1951, S. 139 (russisch, Originaltitel: Народный орнамент верхневолжских карел.).
- Problemy i metody isutschenija materialnoi kultury. In: Doklady / VII Meschdunar. kongress antropol. i etnogr. nauk (russisch Доклады / VII Междунар. конгресс антропол. и этногр. наук). Nauka, Moskau 1964 (russisch, russisch: Проблемы и методы изучения материальной культуры.).
- Ornament russkoi narodnoi wyschiwki kak istoriko-etnografitscheski istotschnik. Nauka, Moskau 1978 (russisch, Originaltitel: Орнамент русской народной вышивки как историко-этнографический источник.).
- Narodnaja odeschda w wostotschnoslawjanskich tradizionnych obytschajach i obrjadach XIX - natschala XX w. Nauka, Moskau 1984 (russisch: Народная одежда в восточнославянских традиционных обычаях и обрядах XIX - начала XX в.).

## Ehrungen
- Staatspreis der UdSSR auf dem Gebiet der Wissenschaften und Technik, 1981, „für die Monografie «Zeitgenössische ethnische Prozesse in der UdSSR (1971)»“